# Греджо
Греджо, Ґреджо (італ. Greggio, п'єм. Gregg) — муніципалітет в Італії, у регіоні П'ємонт, провінція Верчеллі.
Греджо розташоване на відстані близько 520 км на північний захід від Рима, 70 км на північний схід від Турина, 16 км на північ від Верчеллі.
Населення — 362 особи (2014).
Щорічний фестиваль відбувається третьої неділі липня. Покровитель — Santi Quirico e Giulitta.

## Демографія
Населення за роками:

Станом на 1 січня 2023 року в муніципалітеті офіційно проживали 24 іноземці з 11 країн, серед них 10 громадян країн Євросоюзу та 3 громадяни України.

## Сусідні муніципалітети
- Альбано-Верчеллезе
- Арборіо
- Речетто
- Сан-Наццаро-Сезія
- Вілларбоїт